# Liste der Mitglieder der American Academy of Arts and Sciences/1913
Im Jahr 1913 wählte die American Academy of Arts and Sciences 50 Personen zu ihren Mitgliedern.

## Neu gewählte Mitglieder
- Wilder Dwight Bancroft (1867–1953)
- George David Birkhoff (1884–1944)
- Bertram Borden Boltwood (1870–1927)
- Charles Jesse Bullock (1869–1941)
- George Whitefield Chadwick (1854–1931)
- Henry Asbury Christian (1876–1951)
- George Cary Comstock (1855–1934)
- Julian Lowell Coolidge (1873–1954)
- Henry Crew (1859–1953)
- Samuel McChord Crothers (1857–1927)
- Davis Rich Dewey (1858–1942)
- David Linn Edsall (1869–1945)
- Frederick Perry Fish (1855–1930)
- Arthur William Foote (1853–1937)
- John Ripley Freeman (1855–1932)
- Daniel Chester French (1850–1931)
- Edwin Brant Frost (1866–1935)
- Edwin Francis Gay (1867–1946)
- Charles Hall Grandgent (1862–1939)
- Robert Grant (1852–1940)
- Charles Burton Gulick (1868–1962)
- Charles Homer Haskins (1870–1937)
- Leland Ossian Howard (1857–1950)
- Edward Vermilye Huntington (1874–1952)
- James Richard Jewett (1862–1943)
- Norton Adams Kent (1873–1944)
- Charles Atwood Kofoid (1865–1947)
- William Lawrence (1850–1941)
- Arthur Dehon Little (1863–1935)
- Frank Burr Mallory (1862–1941)
- William Bennett Munro (1875–1957)
- Edward Hall Nichols (1864–1922)
- Ernest Fox Nichols (1869–1924)
- Alfred Noble (1844–1914)
- William A. Noyes (1857–1941)
- Kakuzo Okakura (1862–1913)
- Harold Pender (1879–1959)
- Adam Politzer (1835–1920)
- Bela Lyon Pratt (1867–1917)
- Edward Kennard Rand (1871–1945)
- William Emerson Ritter (1856–1944)
- Eduard Seler (1849–1922)
- Henry Newton Sheldon (1843–1926)
- William Milligan Sloane (1850–1928)
- Moorfield Storey (1845–1929)
- Ezra Ripley Thayer (1866–1915)
- Thomas Franklin Waters (1851–1919)
- Hans Carl Günther von Jagemann (1859–1926)
- Robert Williams Wood (1868–1955)
- George Edward Woodberry (1855–1930)